# Henrieta Todorova
Henrieta Todorova (n. 25 februarie 1933, Sofia, Regatul Bulgariei – d. 12 aprilie 2015, Sofia, Bulgaria) a fost o arheologă bulgară, specialistă în preistorie, profesoară, membră corespondentă a Academiei Bulgare de Științe⁠(d), a Institutului Arheologic German⁠(d) din Berlin și membră străină a Societății Leibniz din Berlin⁠(d).

## Biografie
S-a născut ca Henrieta Theodor Blank, la 25 februarie 1933, în orașul Sofia, Regatul Bulgariei, într-o familie germano-bulgară formată din Theodor Blank și Maria Statkova. 
Henrieta Todorova are o soră mai mică, Elsa. În urma loviturii de stat din 9 septembrie 1944⁠(d), și-a modificat al doilea prenume, înlocuindu-l pe „Teodor” cu forma feminină „Todorova”, conform noilor norme impuse.
La începutul anilor 1950, s-a căsătorit cu Augustin Weis, originar din Slovacia. Din această căsătorie a rezultat un fiu, Ivan Vajsov, care a urmat, la rândul său, o carieră în arheologie.
După destrămarea mariajului, Henrieta și-a păstrat numele de familie sub forma „Vajsova”. Ulterior, a avut o a doua căsătorie cu Yordan Simeonov, din care a rezultat o fiică, Iveta. Și această căsătorie s-a încheiat prin divorț.
Și-a început studiile superioare la Universitatea din Sofia (Universitatea „Sfântul Clement din Ohrida” din Sofia). A absolvit Universitatea Comenius din Bratislava în 1954, specializându-se în istorie și filosofie. În 1964, și-a susținut teza de doctorat la Institutul Arheologic al Academiei Slovace de Științe din Nitra, cu tema „Ceramica eneolitică din Tracia și nord-estul Bulgariei”. Conducătorul ei științific este Antonin Tochik. În același an, a obținut doctoratul la Universitatea Comenius din Bratislava. În 1967, după ce a câștigat un concurs, a lucrat la Institutul Arheologic al Academiei Bulgare de Științe. Activitatea ei științifică este inextricabil legată de acest institut.
În anul 1978, Henrieta Todorova și-a susținut teza de abilitare cu tema Epoca calcolitică în Bulgaria, obținând titlul de doctor în științe istorice. Ulterior, a fost numită cercetător asociat senior, gradul I, în cadrul Institutului Arheologic al Academiei Bulgare de Științe. Între anii 1977 și 1979 a ocupat funcția de secretar științific al Centrului de Istorie din cadrul aceleiași academii.
Tot în 1978, a devenit membru corespondent al Institutului Arheologic German din Berlin. Este fondatoarea Grupului Problematic pentru Cercetare Interdisciplinară din cadrul Institutului Arheologic, transformat ulterior în Secția pentru Cercetare Interdisciplinară a Academiei Bulgare de Științe⁠(d), pe care a condus-o între 1978 și 1990.
În perioada 1989–1993, a fost director adjunct al Institutului Arheologic, în echipa condusă de prof. Velizar Velkov. Între 1982 și 1994 a fost membru al Consiliului Științific al Institutului Arheologic, iar în intervalele 1982–2000 și 2004–2010 a activat ca membru al Consiliului Specializat pentru Istorie Veche, Arheologie și Etnografie din cadrul Comisiei Superioare de Atestare. De asemenea, în perioada 1984–1994, a fost membru al Comisiei Istorice a aceleiași instituții.
În anul 2004 a fost aleasă membru corespondent al Academiei Bulgare de Științe, iar în 2007, membru străin al prestigioasei Societăți Leibniz din Berlin.
Henrieta Todorova a încetat din viață la data de 12 aprilie 2015, la vârsta de 82 de ani, în orașul Sofia. Ultimul omagiu adus Henrietei Todorova a avut loc în biserica „Sfânta Nedelya” din Sofia, în prezența a numeroși colegi și prieteni din țară și din străinătate. Conform dorinței sale, trupul a fost incinerat. O parte din cenușa sa a fost împrăștiată în apele Lacului Durankulak, loc emblematic pentru activitatea sa arheologică, iar cealaltă parte a fost depusă într-o urnă, plasată într-un sarcofag în mormântul familiei din Cimitirul Central din Sofia.

## Activitatea științifică
Henrieta Todorova este autoarea a 18 monografii, peste 150 de studii, articole, comunicate și recenzii, publicate în Bulgaria și în străinătate. Publică în limbile bulgară, engleză, franceză, germană, italiană, rusă și slovacă. Sub numele de Henrieta Vajsová (Хенриета Вайсова), Henrieta Todorova-Simeonova (Хенриета Тодорова-Симеонова) și Henrieta Todorova (Хенриета Тодорова) și-a semnat operele. Acestea au fost recenzate în cele mai prestigioase publicatii specializate.
Interesele sale științifice acoperă perioade precum: Epoca Neoliticului (neolitic), Epoca de piatră-metal (eneolitic), Epoca Bronzului, Antichitatea, Evul Mediu timpuriu, metalurgia timpurie, schimbările climatice și influența lor asupra vieții oamenilor, societățile preistorice și transformarea acestora ca urmare a relațiilor culturale, precum și multe altele. Este descoperitoare a multor culturi preistorice din Bulgaria, printre care culturile Usaoe, Sava, Ovcharovo, Polyanitsa, Varna, precum și complexul cultural Kodjadermen-Gumelnița-Karanovo VI (KGK VI) și altele. Este și descoperitoare a celei mai timpurii culturi monohromice din neolitul din Nordul Bulgariei, precum și a perioadei de tranziție de la eneolitic la epoca bronzului.  
Studiile sale includ cercetarea și diseminarea în știință a preistoriei din zona nord-estului Bulgariei și a litoralului de vest al Mării Negre. Caracteristică pentru activitatea științifică a Henrietei Todorova este abordarea datelor arheologice într-un context regional mai larg, ceea ce le transformă în importante surse istorice. Contribuțiile sale în studiul celei mai timpurii metalurgii din Balcani sunt semnificative. În timpul vieții, a considerat ca una dintre cele mai importante realizări ale sale rezultatele cercetărilor de la  Complexul arheologic de la Durankulak.
De asemenea, predă cursuri și susține prelegeri la Universitatea „St. Kliment Ohridski“ din Sofia, la Universitatea New Bulgarian și la Universitatea „St. Cyril și Methodius“ din Veliko Târnovo. A susținut numeroase prelegeri publice pentru promovarea realizărilor în arheologia preistorică bulgară în Berlin, Frankfurt, Köln, Heidelberg și alte orașe din Germania. A fost profesoară invitată la mai multe universități: în 1988 – la Bonn (Germania); în 1990 – la Hadjettepe în Ankara (Turcia); în 1999-2000 – la Freiberg (Germania), și în 2007-2008 – la Heidelberg (Germania).
Henrieta Todorova a participat la numeroase congrese, simpozioane și conferințe internaționale. În perioada 1979-1996, a fost membru în conducerea Forumului științific internațional „Problemele preistoriei zonei Dunărea de Jos“. A participat la 14 simpozioane internaționale în diverse țări: Slovacia, Cehia, Ungaria, Italia, Georgia, fosta Iugoslavia și Grecia. Este organizatoare a trei simpozioane internaționale dedicate preistoriei în Bulgaria: în 1978 – Pulpudaeva Praehistoricus la Plovdiv, în 1988 – Pontus Praehistoricus la Dobrăț și în 2004 – Strymon Praehistoricus la Kjustendil–Blagoevgrad–Syar–Amfipolis.
Între 1984 și 1986, a participat la proiectul bulgaro-german „Sadovec“ (proiect al Academiei de Științe din Bavaria). În perioada 1993-1998, a fost implicată în proiecte ale Institutelor „Max Planck“ din Mainz și Heidelberg pentru cercetarea celei mai timpurii metalurgii din Bulgaria. În perioada 1993-2007, a coordonat echipa bulgară în cadrul proiectului greco-bulgar „Promahon-Topolnica“.
Henrieta Todorova este redactor-șef al seriei științifice multitonale Durankulak, editată de Institutul Arheologic German din Berlin; membră a colegiului de redacție al revistei „Dobrogea“ din momentul înființării și până în 2002; co-redactor al seriei „In the Steps of J.H. Gaul“.

## Numai cercetări arheologice
- Între anii 1967 și 1970, a cercetat tellul așezării Goliamo Delчево, Regiunea Varna (publicată monografic).[10]
- În anii 1969–1970, a cercetat necropola eneolitică de la orașul Devnya, Regiunea Varna (publicată).
- Între 1971 și 1976, cu întreruperi, a cercetat așezarea târzie neolitică Usoe, Regiunea Varna (publicată în articole și comunicate preliminare).
- Între 1971 și 1973, a cercetat tellul așezării Ovcharovo, Regiunea Târgoviște (publicată monografic).[11]
- În anii 1973–1974, a cercetat tellul așezării Polyanitsa, Regiunea Târgoviște (au fost publicate planurile așezării).
- În 1974, a cercetat parțial așezarea neolitică de la orașul Shabla, Regiunea Dobrăț (publicată de P. Georgieva și V. Slavčev).
- Între 1974 și 2004, a condus cercetările ample ale Complexului arheologic de la satul Durankulak, Regiunea Dobrăț. Complexul include: așezare medievală și necropolă (publicate monografic în trei volume consecutive din seria Durankulak: așezarea și necropola medievală (publicată în Durankulak, vol. I, Sofia, 1989); necropolă preistorică cu peste 1200 de morminte din neolitic, eneolitic și epoca bronzului timpuriu (publicată în „Durankulak Bd. II, Teile 1 și 2“, Sofia, 2002, și Durankulak Bd. III, ediție a Institutului German de Arheologie (DAI) – Berlin); templu stâncos elenistic dedicat zeiței Cybele, structuri antice, morminte și altele (publicate în Durankulak Bd. III, Berlin, 2016, ediție a Deutsches Archäologisches Institut (DAI) – Berlin). Așezarea de la sfârșitul epocii bronzului, tellul din eneolitic de pe „Insula Mare”, colibele din neolitic și altele au fost publicate în numeroase articole și studii.
- În 1975, a cercetat necropola eneolitică Polyanitsa, Regiunea Târgoviște.
- În același an, a efectuat sondaje în peștera Onogur, Regiunea Dobrăț.
- În 1976, a cercetat tellul din perioada începutului neoliticului, Polyanitsa – platou, Regiunea Târgoviște (cea mai veche așezare monohromă din neolitul din Bulgaria de Nord, publicată în mai multe articole).
- În 1978, a cercetat așezarea de la înălțime Djugera, Regiunea Vrața.
- În 1979, a realizat cercetări preliminare la tellul Golemanovo de la Sadovets, Regiunea Plevna (publicate).
- În același an, a cercetat așezarea de la înălțime din perioada de tranziție, Galatin, Regiunea Vrața (publicată de P. Georgieva).
- În 1983, a efectuat sondaje la așezarea eneolitică și de începutul epocii bronzului Negovantsi, Regiunea Pernik (publicate de P. Georgieva).[12]
- În 1987, a cercetat peștera cu picturi rupestre de la satul Baylovo, Regiunea Sofia[13] (publicată de T. Stoechev).
- În 1988, a cercetat o construcție din perioada culturii Vința D, în cartierul Poduene, orașul Sofia, din perioada eneoliticului mijlociu (publicată).
- Între 1981 și 1988, a fost conducătorul cercetărilor arheologice la așezarea târzie neolitică Topolnitsa, Regiunea Blagoevgrad. Între 1992 și 2002, aceste cercetări au continuat ca proiect greco-bulgar „Promahon–Topolnitsa“, unde a fost conducătorul echipei bulgare (publicate în numeroase comunicate, articole și studii).
- Între 2005 și 2007, a fost consultant științific pentru săpăturile arheologice ale așezării neolitice de la Ohoden, Regiunea Vrața.

## Publicații despre Prof. Henrieta Todorova
- Vajsova-Simeonova, Henrieta. — In: Jan Filip (Ed.). Encyclopedic Manual for Prehistoric and Early Historic Europe II, Prag 1968, стр. 1562.
- Todorova, Henrieta (Simeonova) — In: J. Filip and J. Harlan (Ed’s.). Encyclopedic Manual for Prehistoric and Early Historic Europe III — adenda, Prag 1998, стр. 386.
- Тодорова-Вайсова, Хенриета. — In: Петър Чолов (Ed.). Български историци: Биографично-библиографски справочник. София 1981, стр. 386.
- Васил Николов. Юбилей на проф. д.и.н. Хенриета Тодорова. — Археология 44/1, 2003, стр. 67—68.
- R. Krauß, Henrieta Todorova 1933-2015. Über die Liebe zur deutschen Sprache und zur Archäologie. Praehistorische Zeitschrift 91, 2016, 220-224.

## Recunoaștere
- În 2003, Henrietta Todorova a fost declarată cetățean de onoare al orașului Dobrich.
- În 2003, a fost publicată o colecție în onoarea ei (numărul 21 al revistei Sbornik Dobrudzha, 2003).
- În 2007, Institutul Național de Arheologie cu Muzeul Academiei Bulgare de Științe a publicat o altă colecție în onoarea ei – PRAE: In honorem Henrieta Todorova. [14]
- În 2016, colegi și prieteni din România i-au dedicat o colecție de articole științifice pe tema Between Earth And Heaven Symbols And Sygns. ISBN 978-606-8698-10-6.[15]